# 오키나와현의 역사
류큐 열도의 역사는 석기시대부터 12세기 중후반까지 이어진 패총 문화의 뒤를 이어 류큐 열도의 각 섬에 구스쿠가 지어지고 호족인 안지들이 통치하기 시작한 구스쿠 시대, 섬의 세 곳이 성장하여 경쟁하게 된 산잔 시대(三山時代, 삼산시대)가 있었다. 1429년 쇼하시 왕이 류큐 열도를 통일하여 산잔 시대를 끝내고 류큐국을 세웠다. 류큐국은 명나라와 뒤를 이은 청나라, 일본, 조선 등과 교류하였으며 근세에 들어서는 네덜란드 등과도 교류하며 해양 문화를 꽃피웠다. 메이지 유신 이후 팽창주의 정책을 추진한 일본은 1879년 류큐국을 폐지하고 일본으로 편입하였다.
일본의 지방자치체로 편입된 오키나와현은 이후 일본군의 군사 기지로서 제2차 세계대전을 겪었고 태평양 전쟁 당시 오키나와 전투 와중에 수많은 민간인의 희생이 있었다. 특히 일본군은 이른바 옥쇄를 강요하면서 민간인에게 자결을 강요하였고, 전황이 극에 달했을 때에는 민간인 학살을 자행하기도 하였다. 전쟁 이후 미군은 오키나와에서 군정 통치를 하였고 1972년 오키나와 반환을 통해 다시 일본 정부의 관할이 되었다. 전쟁 이후 오키나와의 주일 미군은 늘 지역 사회의 문제였고, 미군 철수를 원하는 지역 여론이 매우 높은 편이다.

## 선사 시대
오키나와에서 확인된 가장 오래된 구석기 시대 유적은 나하시에 위치한 야마시타초 제1동굴 유적으로, 약 3만 2천 년 전의 것으로 추정됩니다. 조몬 시대에는 이미 사람들이 통나무배(丸木舟)를 이용하여 항해를 하였으며, 오키나와 본섬과 아마미 군도의 유적에서는 규슈 사가현산 흑요석과 토기가 출토되었고, 반대로 규슈 지역의 유적에서는 오키나와산 멘나와니시도 형식의 토기(土器)가 사쓰마 반도에서 발견되는 등, 이 시기부터 일본 본토와의 밀접한 교류가 이루어졌습니다. 이를 통해 오키나와와 규슈 간의 문화적 연속성이 형성되었음을 알 수 있습니다.

## 조개무지 시대
1세기부터 10세기에 이르는 조개무지 시대(貝塚時代) 동안, 오키나와 지역에서는 농경이 이루어지지 않았으며, 주로 어로, 수렵, 채집을 중심으로 한 생활이 이루어졌습니다. 이 시기는 대체로 기원전후부터 7세기경까지 지속되며, 고고학적으로는 ‘후기 조개무지 시대’로 분류됩니다. 당시 주거는 반지하식 움집이나 평지 건물 형태였으며, 조개더미와 동물 뼈 등의 유물을 통해 당시 사람들의 생활양식을 엿볼 수 있습니다. 또한 이 시기의 유적에서도 규슈의 소바타 형식 토기(曽畑式土器) 등이 발굴되어, 양 지역 간의 교류가 지속되었음을 보여줍니다.

## 산잔 시대
오키나와에서의 역사 기록이 뚜렷하게 나타나기 시작한 것은 12세기 후반 이후부터이다. 이 시기에는 철기의 도입으로 농업이 발전하고 인구가 증가함에 따라, 지역의 유력자들인 '안지(按司)'들은 각자의 거점에 ‘구스쿠(城, 성곽)’를 쌓고 스스로를 장군이나 왕으로 칭하게 되었다.

산잔 시대 (三山時代):
호쿠잔 (北山)
츄잔 (中山)
난잔 (南山)

삼산 시대에는 오키나와 본섬에 호쿠잔(北山), 츄잔(中山), 난잔(南山)의 세 세력이 병존하며 서로 경쟁하고 있었다. 그러나 1429년, 츄잔의 왕 쇼 하시는 호쿠잔과 난잔을 정복하고 오키나와를 통일하였다. 이로써 류큐 왕국 시대가 본격적으로 시작되었다.
이 무렵부터 류큐는 바다를 통한 외부 지역과의 접촉을 점차 확대해 나갔다. 당시 중국 측에서는 류큐를 ‘류큐(流求)’라고 불렀지만, 이 명칭은 ‘물에 떠밀려 도움을 구하는 자’라는 의미가 담긴 중화적 시각의 표현으로 간주되며, 현재 통용되는 ‘류큐(琉球)’라는 표기는 명나라 이후에 정착된 것으로 여겨진다. 그 이전에는 일본 측 자료에서 ‘곤륜(崑崙)’이나 ‘이야큐(夷邪久)’ 등으로 언급되기도 하였다.
한자 문화의 도입과 함께, 류큐 왕국은 나하항을 중심으로 한 해양 교역국으로서 성장하였다. 일본과의 관계를 중심에 두면서도, 동아시아와 동남아시아 여러 지역과의 무역과 문화 교류를 통해 고유한 왕조 문화를 발전시켰다. 특히 일본, 중국, 조선, 동남아의 다양한 영향을 융합하면서도 류큐만의 독자적인 전통을 형성해 나간 것이 특징이다.

## 류큐국
산잔 가운데 츄잔의 힘이 점차 강해지면서 산잔 시대는 마지막에 이르게 되었다. 1429년 츄잔의 제2대 쇼하시왕(일본어: 尚巴志王)은 난잔과 호쿠잔을 멸하고 삼산통일(三山統一)을 이루어 류큐국을 세웠다. 쇼하시는 수도인 슈리성 정전에 만국진량의 종(万国津梁の鐘, 세계로 나아가는 기틀이 되는 종)을 걸고 새 국가의 출범을 선포하였다.
그러나 소하시 당대에는 오키나와 전역에 확고한 지배력을 행사하지는 못하였다. 류큐국이 실제 류큐 제도를 관장하는 국가로서 기능하기 시작한 것은 뒤를 이은 쇼엔왕 시기 부터이다. 이 시기 류큐는 일본, 조선, 명나라 등과 폭넓은 교역을 진행하면서 국력을 신장한다. 특히 이 시기 명나라는 해금 정책을 펴 자국의 상선들이 자유로이 무역하는 것을 금지하였기 때문에 동아시아 해역과 동남아시아 해역을 아우르는 해상 무역 통로를 지니고 있던 류큐는 크게 성장하게 되었다. 오키나와에서는 이 시기를 대교역시대라고 부른다. 1429년 무렵 류큐국의 쇼신왕은 주변 섬들을 모두 지배하에 두고 최전성기를 맞이하게 된다.
| 국가          | 1368년 - 1402년 | 1403년 - 1435년 | 1436년 - 1464년 | 1465년 - 1509년 | 1510년 - 1539년 | 1540년 - 1566년 | 합계    |
| ------------- | --------------- | --------------- | --------------- | --------------- | --------------- | --------------- | ------- |
| 조선          | 60              | 158             | 87 + a          | 135 + a         | 90 + a          | 81 + a          | 611 + a |
| 류큐          | 47              | 105             | 63              | 37              | 20              | 16              | 288     |
| 일본          | 11              | 9               | 1               | 4               | 3               | 1               | 29      |
| 대월 (베트남) | 25              | 6               | 27              | 23              | 4               | 4               | 89      |
| 시암          | 39              | 26              | 11              | 10              | 1               | 4               | 91      |
| 참파          | 23              | 31              | 22              | 10              | 3               | 1               | 90      |

15세기 초까지 강하게 유지되었던 명나라 중심의 조공 무역 질서는 16세기에 들어 크게 약화되었다. 후기 왜구가 다시 해상에서 활동하기 시작하였고 외교와 무역을 일원화하려는 명나라의 정책은 명나라 내부의 상인들도 많은 불만을 가지고 있는 사항이었기 때문이다. 중국의 화상들은 당국의 감시를 피해 보다 적극적으로 밀무역을 개시하였다. 결국 1560년대 말 명나라는 남중국해에서 화상들의 무역을 묵인하여 해금을 완화하였다. 이즈음 동아시아 해역에서 영향력을 넓히던 스페인과 포르투갈세력은 필리핀, 말레이시아 등에 거점을 마련하고 중국을 상대로 한 무역을 증가시켰다.:162 - 165 이러한 국제 무역 질서 개편은 류큐의 경제와 영향력에 큰 타격을 주었다. 또한 왜구 활동의 증가와 함께  전국시대가 끝난 일본의 위협도 류큐국의 위험 요인으로 작용하였다. 일본도 동남아시아와 직접 무역을 시작하면서 류큐가 누리던 중계 무역의 잇점이 사라져버렸다. 1609년 사쓰마번이 침공해 오자 류큐국은 아마미 제도를 빼앗기고 일본에 조공을 시작하였고 이후 류큐는 일본에 점차 종속되었다.
명나라가 망하고 청나라가 들어 선 뒤 류큐국은 국가의 존립을 위해 청나라와 일본 양 쪽에 조공을 보내는 이중 조공을 하였다. 이로서 류큐국은 나라의 명맥을 유지하면서 잠시나마 다시 중계무역을 통한 성장을 보였다. 류큐국은 "중국은 우리의 아버지이고 일본은 우리의 어머니이다."라는 식으로 외교노선을 설정, 중국과 일본 양쪽에 모두 조공을 바치면서 독립을 유지하고 있었다. 그러나 18세기 말부터 경제가 악화되어 혼란스러워졌으며, 19세기 중엽 서양 세력이 청과 일본에 개항의 압력을 가하면서 류큐는 중계 무역의 거점으로서의 지위를 잃게 된다. 이 시기 류큐국은 사실상 일본의 막번체계에 종속되어 있었다.

## 일본의 병합과 폐번치현
그 후 메이지 시대인 1872년, 류큐는 청나라와의 책봉 체제에서 완전히 분리되어 정식으로 일본 국가에 병합되었으며, 류큐번이 설치되었다. 당시 류큐 국왕이었던 쇼 타이(尚泰)는 에도를 방문하여 류큐번왕으로 임명되었고, 화족(귀족 계급)으로 편입되었다.
이후 1879년 3월 27일, 일본 전역에서 시행된 국가적 제도 개편인 ‘폐번치현(廃藩置県)’에 따라 모든 번이 해체되고 새로운 현(県) 체제가 도입되었다. 류큐번 또한 그 일환으로 해체되었으며, 오키나와현이 설치되었다. 이 조치는 오키나와에만 해당된 것이 아니라, 일본 전국적으로 동시에 이루어진 개편이었다.
이때 오키나와현이 설치된 사건은 ‘류큐 처분(琉球処分)’이라고 불린다. 1879년에 처음으로 부임한 오키나와현의 초대 지사는 나베시마 나오키치(鍋島直吉)였다.

## 근대화
오키나와현의 근대적 도시계획은 일본의 다른 지역에 비해 늦게 출발하였다. 이미 1919년 시작된 일본 본토의 도시계획법과 달리 1933년이 되어서야 나하시에 대한 도시계획법이 시행되었다. 1879년 폐번치현에서 1933년 도시계획 시행까지의 시기를 "구습온존기"로 부르기도 한다. 폐번치현 이후에도 류큐국 시절 지배층이 여전히 지역 사회의 유지로서 군림하였다. 1940년대에 이르러 나하시와 옛 류큐국의 수도 수리시가 합병되었고 근대적 도시계획에 따른 도시 정비를 추진하고자 하였으나 1941년 태평양 전쟁이 시작되면서 오키나와는 전시 상황에 빠져들게 되었다.

## 전쟁기

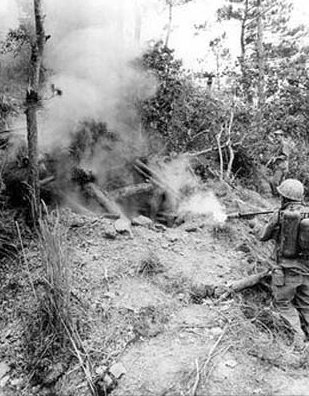
방공호에 화염방사를 가하는 미군 병사

제2차 세계대전 당시, 오키나와는 일본 본토에서 유일하게 지상전이 벌어진 지역이었습니다.
미군의 ‘아이스버그 작전’에 따라 오키나와에 상륙이 이루어졌으며, 오키나와 전투에서는 약 20만 명이 넘는 인명이 희생되었습니다. 이 가운데 일본군 전사자는 약 6만 6천 명, 미군 전사자는 약 1만 2천 5백 명이었습니다. 오키나와 현민의 피해는, 일반 주민이 약 9만 4천 명, 오키나와 출신 군인 및 군속이 약 2만 8천 명으로, 총합 약 12만 2천 명에 이릅니다.
당시 미군은 함포 사격, 공중 폭격, 화염방사기 등 다양한 광역 무기를 사용하여 공격을 감행하였고, 이로 인해 민간인 피해가 특히 컸습니다.
또한 일본군 병사나 주민들이 은신해 있던 방공호에 대해 연료를 흘려 넣어 질식사하게 하는 등의 공격도 이루어졌으며, 이로 인해 더욱 많은 민간인들이 희생되었습니다.
이와 같은 미군의 격렬한 공격과 전황의 악화 속에서, 오키나와의 함락이 가까워졌을 무렵, 일부 일본군 병사나 민간인들 사이에서는 절망과 공포 속에 수류탄 등을 이용한 집단 자결 등의 비극적인 선택이 이루어졌으며, 이는 사망자 수가 더욱 증가한 원인 중 하나로 지적되고 있습니다.

## 미군정과 일본 반환
1945년 9월 2일 일본이 정식으로 연합군에 항복한 후 미국은 류큐 열도를 점령하고 미군정을 실시하였다. 미군은 오키나와섬 전체를 미군의 군용지로 사용하면서 섬 주민 전체를 수용소에 가두었다. 일본은 1952년 샌프란시스코 강화조약 이후 국제사회에 복귀하였지만, 류큐 열도는 여전히 미군의 점령지로 남았다. 미군은 류큐 열도를 아시아 지역의 전략요충지로 삼았다. 류큐 열도는 1972년이 되어서야 전부 일본에 반환되었다. 그러나 오키나와섬에는 여전히 미군의 군사기지가 유지되고 있어 오키나와섬 주민 사이에는 미군 철수의 여론이 높다. 특히 미군에 의한 성폭력과 같은 사태가 일어나면 미군 기지에 대한 반감이 크게 격상된다.

## 현대
오늘날 오키나와는 독자적인 전통 문화와 역사, 그리고 다양한 문화적 매력을 지닌 지역으로서 일본 내에서도 독특한 위치를 차지하며 활발한 문화 발신을 이어가고 있습니다. 류큐 음악, 산신, 에이사 춤, 오키나와 요리 등은 일본 전역에서 널리 사랑받고 있으며, 애니메이션의 무대로 등장하거나 J-POP의 음계에 반영되는 등, 현재도 문화적으로 높은 관심을 받고 있는 지역 중 하나입니다.

##### 문화 계승
오키나와에서는 문화의 계승이 활발히 이루어지고 있습니다. 전통적인 축제나 춤이 지자체의 지원을 통해 적극적으로 개최되고 있으며, 오키나와 방언(류큐어)을 포함한 언어문화의 보존에도 힘이 쏟아지고 있습니다. 일본 정부와 지방자치단체, 지역 단체들이 함께 보존 및 교육 활동을 추진하고 있으며, 학교와 지역 커뮤니티에서의 방언 수업, 민요와 전통 예능, 오키나와어 라디오 방송이나 유튜브 등을 통한 홍보 활동 등 다양한 형태로 젊은 세대에 대한 전승이 시도되고 있습니다.

##### 미군 기지 문제
한편, 오키나와에는 여전히 주일 미군 기지의 집중이라는 과제가 존재하고 있으며, 지역 발전과 안보 정책의 균형이 중요한 이슈로 남아 있습니다. 특히 오키나와 현 내에서는 미군 병사에 의한 범죄 사건이 반복적으로 발생하고 있으며, 가데나 공군 기지 소속 병사의 성폭력 사건이나 폭행 사건 등도 보고된 바 있습니다. 이와 같은 사건의 경우, 가해자가 미국의 군사재판에 의해 처벌을 받는 구조이기 때문에, 오키나와뿐만 아니라 일본 사회 전반에서 큰 논의와 비판을 불러일으키고 있습니다.
그럼에도 불구하고, 2022년 요미우리 신문이 오키나와 현민과 일본 전역을 대상으로 실시한 여론조사에 따르면, 오키나와의 미군 기지에 대해 "일본의 안보에 도움이 된다고 생각한다" 또는 "어느 정도 도움이 된다고 생각한다"고 응답한 오키나와 주민이 과반수를 넘는 등, 다양한 인식이 공존하고 있는 상황입니다.

##### 정치
최근 오키나와는 지리적 특성으로 인해 외국으로부터의 정보전 및 영향력 행사 활동의 무대가 되는 경우도 보고되고 있습니다. 영국의 데일리 텔레그래프지와 일본경제신문 등에 따르면, 중국어로 제작된 ‘오키나와 독립’을 부추기는 듯한 영상들이 SNS 상에 퍼지고 있으며, 실제로는 오키나와와 무관한 영상이 편집되어 독립 지지 시위처럼 게시된 사례도 있습니다. 2024년 사이버 보안 보고서에 따르면, TikTok 등 플랫폼 상에서 오키나와 관련 정치 콘텐츠를 게시한 중국계 단체와 연관된 약 200개의 계정이 식별되었으며, 온라인 정보가 여론 형성에 미치는 영향에 대해 우려가 제기되고 있습니다.
현재 오키나와 독립에 대한 주민의 지지는 매우 제한적인 것으로 나타납니다. 2022년 오키나와 타임스가 실시한 여론조사에 따르면, 완전한 독립을 지지하는 응답자는 약 3%에 불과했으며, 과반수는 지방 자치의 확대나 현재 상태의 유지 중 하나를 바란다고 응답하였습니다.
또한, 오키나와는 일본의 다른 지역과는 달리 무소속이나 야당 계열 후보가 자주 당선되는 정치적 특성을 보이고 있으며, 현직 지사인 다마키 데니도 이에 해당합니다. 그러나 혁신계 연합인 '올 오키나와'의 부패 문제, 외부 세력의 영향력 행사에 대한 경계감, 대만해협을 둘러싼 위기 의식 등의 요인으로 인해, 2025년 현재 지사를 제외한 모든 시정촌에서 자민당 후보가 당선되는 등 정치적 변화도 나타나고 있습니다.
이러한 가운데, 오키나와는 다문화적이고 다층적인 역사를 지닌 지역으로서, 독자적인 역할과 가능성을 모색해 나가며 현대 일본 사회 속에서도 중요한 존재감을 유지하고 있습니다.

## 같이 보기
- 류큐 열도
- 류큐국
- 류큐 민족
- 오키나와현
- 가고시마현
- 류큐 독립운동
- 류큐왕국의 구스쿠 유적과 관련 유적
- 류큐어